# 切爾卡夫希納
49°0′5″N 25°41′29″E / 49.00139°N 25.69139°E
切爾卡夫希納（羅馬化：Cherkavshchyna）是烏克蘭的村落，位於該國西部捷爾諾波爾州，由喬爾特基夫區負責管轄，面積0.88平方公里，2014年人口102，人口密度每平方公里116.4人。